# Canaro
Canaro település Olaszországban, Veneto régióban, Rovigo megyében. Lakosainak száma 2571 fő (2023. január 1.). Canaro Fiesso Umbertiano, Frassinelle Polesine, Occhiobello, Polesella, Riva del Po és Ferrara községekkel határos.

## Népesség
A település népességének változása:
| Lakosok száma | 2761 | 2694 | 2571 |
|               | 2017 | 2018 | 2023 |